# 10킬로미터 경보

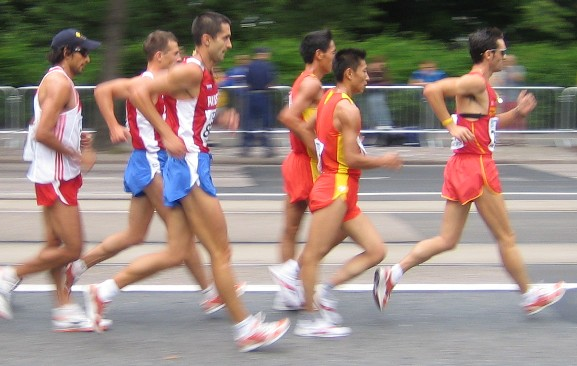
2005년 월드 챔피언십.

10킬로미터 경보는 10킬로미터를 경보하는 시간을 겨루는 육상 경기 시합이다.